# しんかい6500
しんかい6500（しんかいろくせんごひゃく）は、国立研究開発法人海洋研究開発機構が所有する大深度有人潜水調査船。2012年現在、世界で2番目に深く潜れる、運用中の潜水調査船である。「しんかい2000」の運用実績をもとに1989年に完成し、2002年11月には「しんかい2000」が運用休止となったため、日本で唯一の大深度有人潜水調査船となっている。
リミティング・ファクターなど後に開発された調査船と比較しても劣らない性能を有する。
2040年代に設計上の寿命を迎えるが、製造技術やコストの問題もあり後継には無人機を予定している。

## 運用目的
1989年1月19日、三菱重工業神戸造船所（兵庫県神戸市兵庫区）において進水式が行われ、一般公募により「しんかい6500」と命名された。同年、メーカーによる三陸沖・日本海溝での潜航能力試運転においてテストパイロットを務めた山内満喜男により潜航深度6,527mを記録した。1990年に母船を含むシステムが完成、翌1991年より調査潜航を開始。日本近海だけでなく、太平洋や大西洋、インド洋などで、海底地形、深海生物などの調査を行っており、2007年には通算1000回目の潜航を達成した。
しんかい6500は、その名称が示す通り、6,500mまでの大深度の潜水調査を目的とし、その主な任務は下記のとおりに位置づけられている。
- 地震、地殻を構成するプレートの沈み込み運動、マントル中のプルーム運動など地球内部の動きの調査
- 深海生物の生態系、進化の解明
- 深海生物資源の利用と保全に向けた調査
- 海底 に堆積した物質、海底熱水系の調査を通した地球の熱・物質循環の解明

自然科学調査を主目的とするフランス、自然科学および軍事を目的とするアメリカ合衆国が保有する大深度有人潜水調査船を上回る6,500mという目標性能が設定されたのは、日本が世界有数の地震国であり、上記任務のうちでも巨大地震予知に関連するプレート運動の観測が重視されたためである。日本列島の太平洋側海溝で沈み込む海洋底プレートは、およそ水深6,200〜6,300m付近で地中へ沈降を始めており、地震予知の研究にはそれら地点の重点的観測が必要と考えられている。

### 支援母船「よこすか」
しんかい6500の運用には、その支援母船として同時期に深海潜水調査船支援母船「よこすか」が建造され、しんかい6500はこれに積載されて調査海域まで運ばれる。「よこすか」はしんかい6500の整備施設のほか、収集したデータ・資料のための研究設備も備える。運用上しんかい6500の潜航時間は8時間と定められており、水深6,500mまで潜る場合は片道の潜航時間に約2.5時間必要であるため、水深6,500m地点での調査時間は最長で約3時間となる。調査深度がこれより浅い場合は、調査時間を長く取ることができる。母船（よこすか）と潜水調査船（しんかい6500）間の通信は、音波によって行われるため、送信データ量を大きくすることができず、映像は10秒に1コマ程度しか送信できない。

## 船体構造

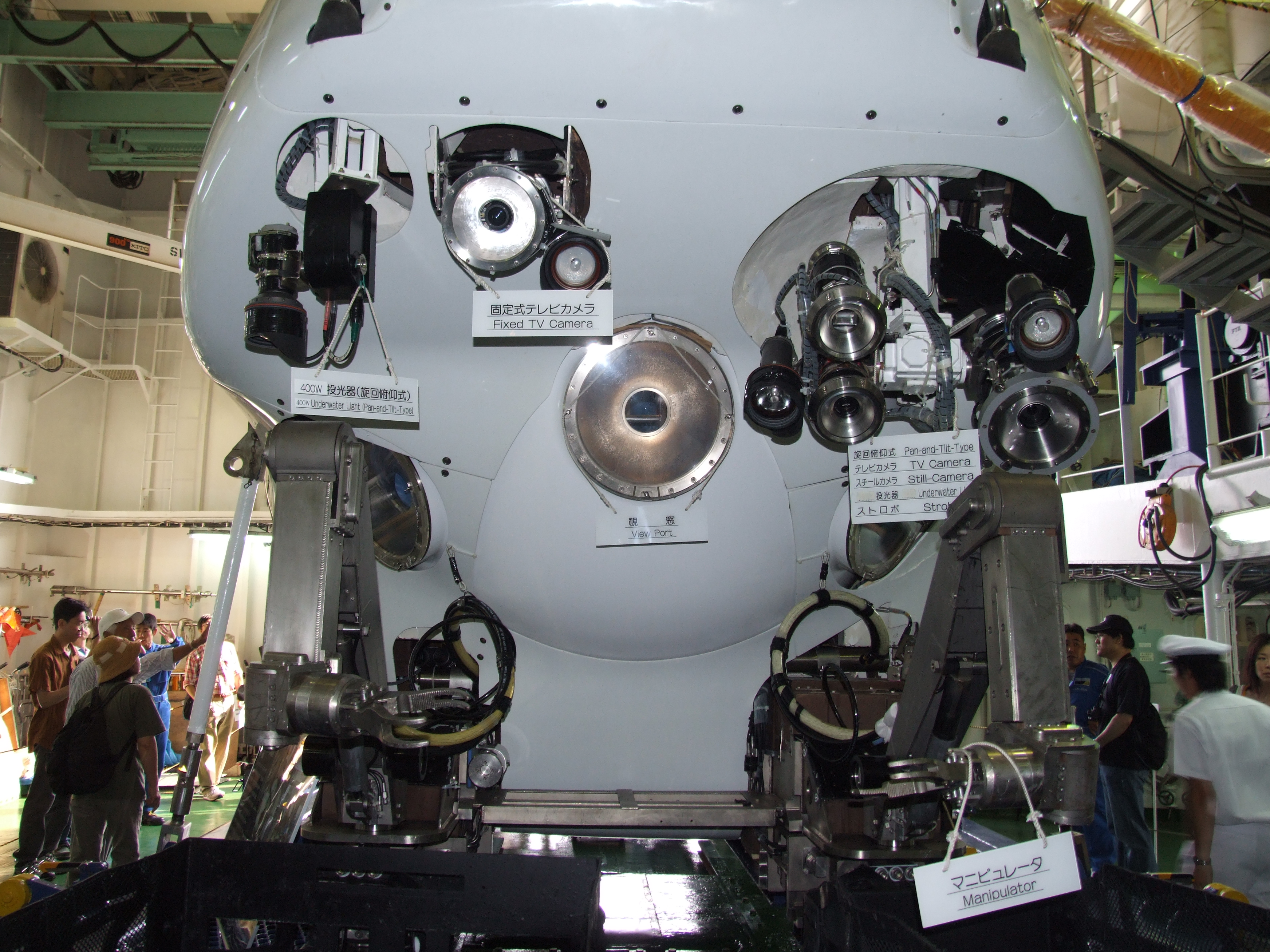
前部のマニピュレータとカメラ

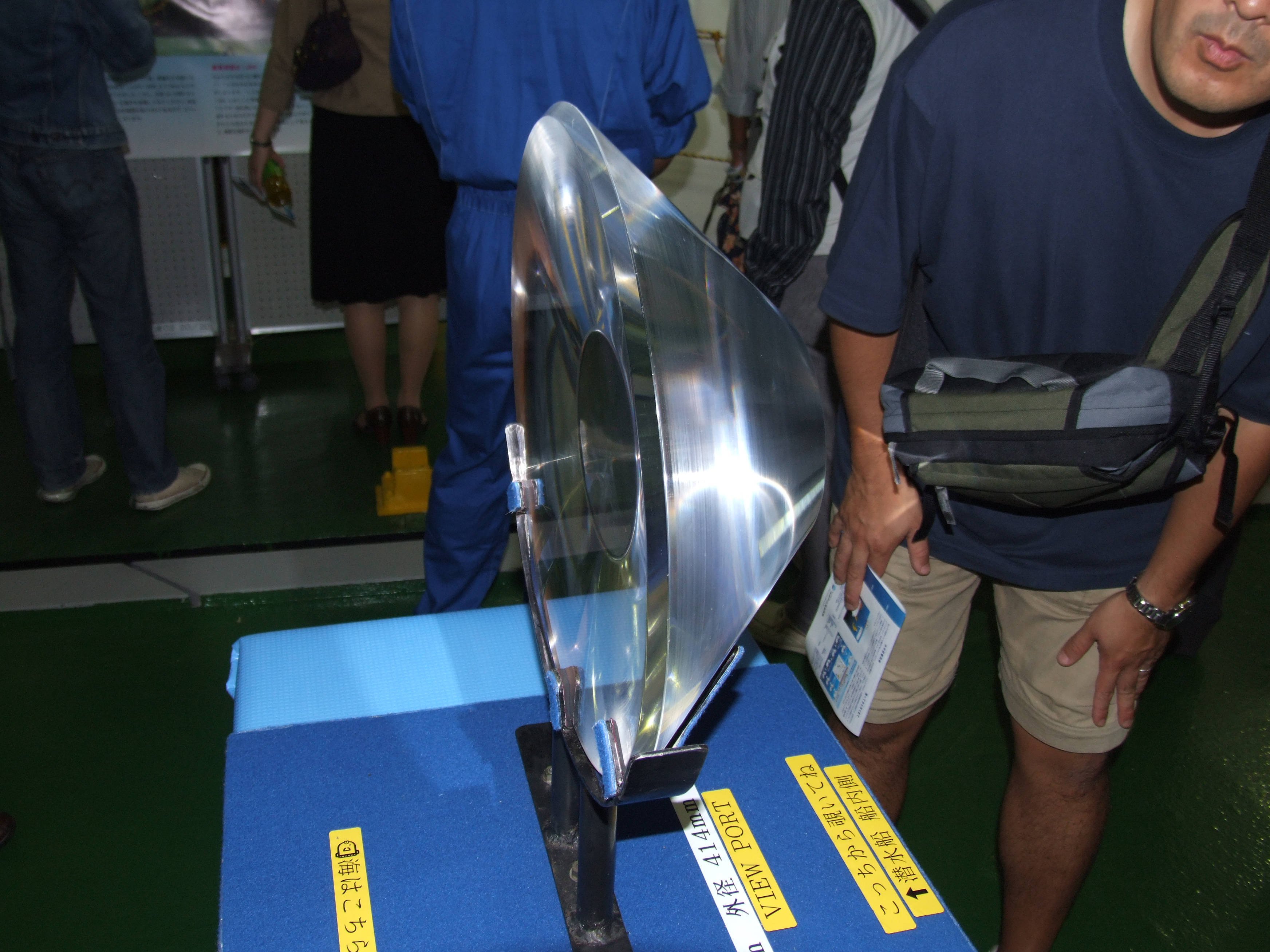
しんかい6500の窓用樹脂

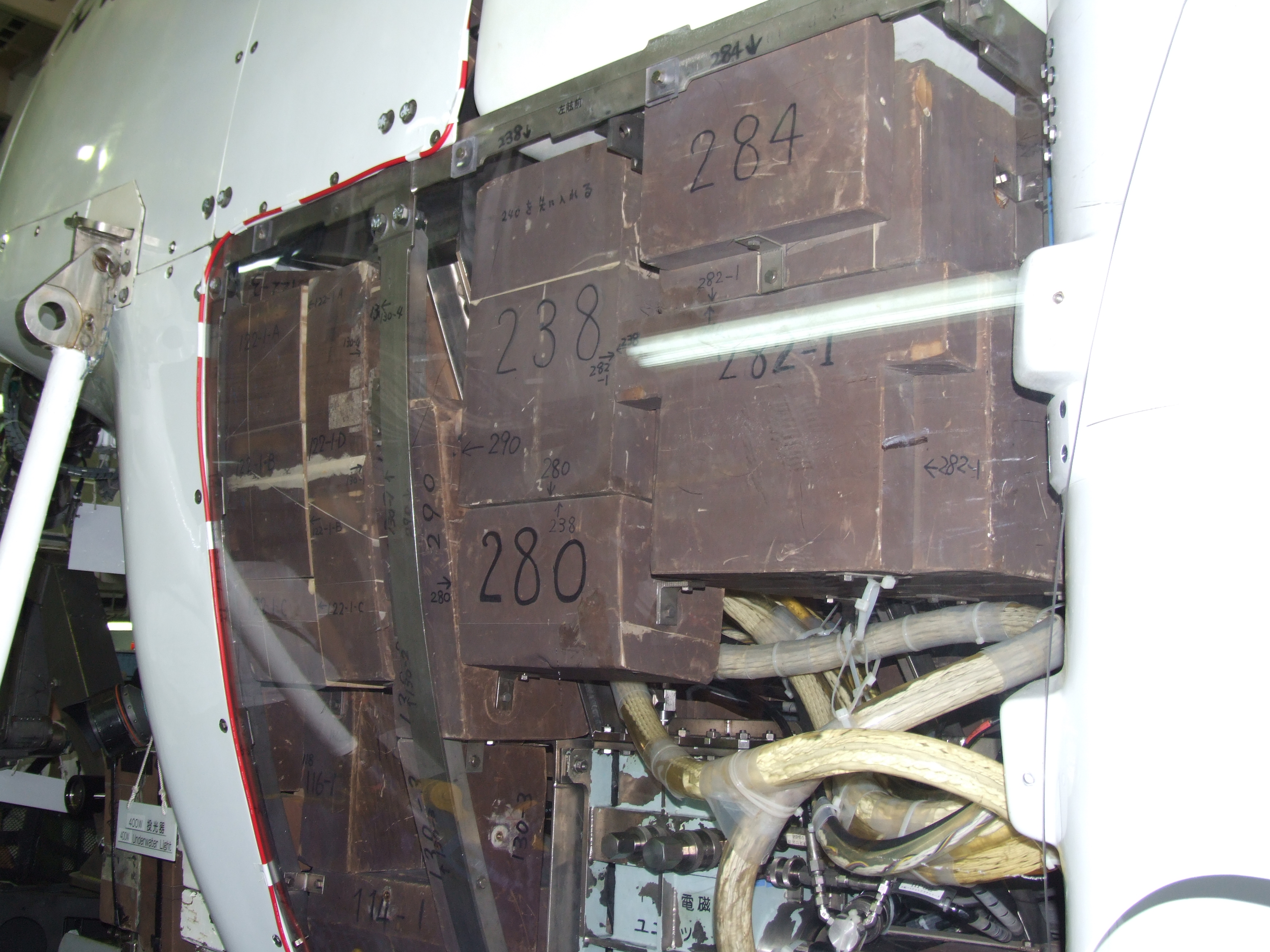
しんかい6500の浮力材

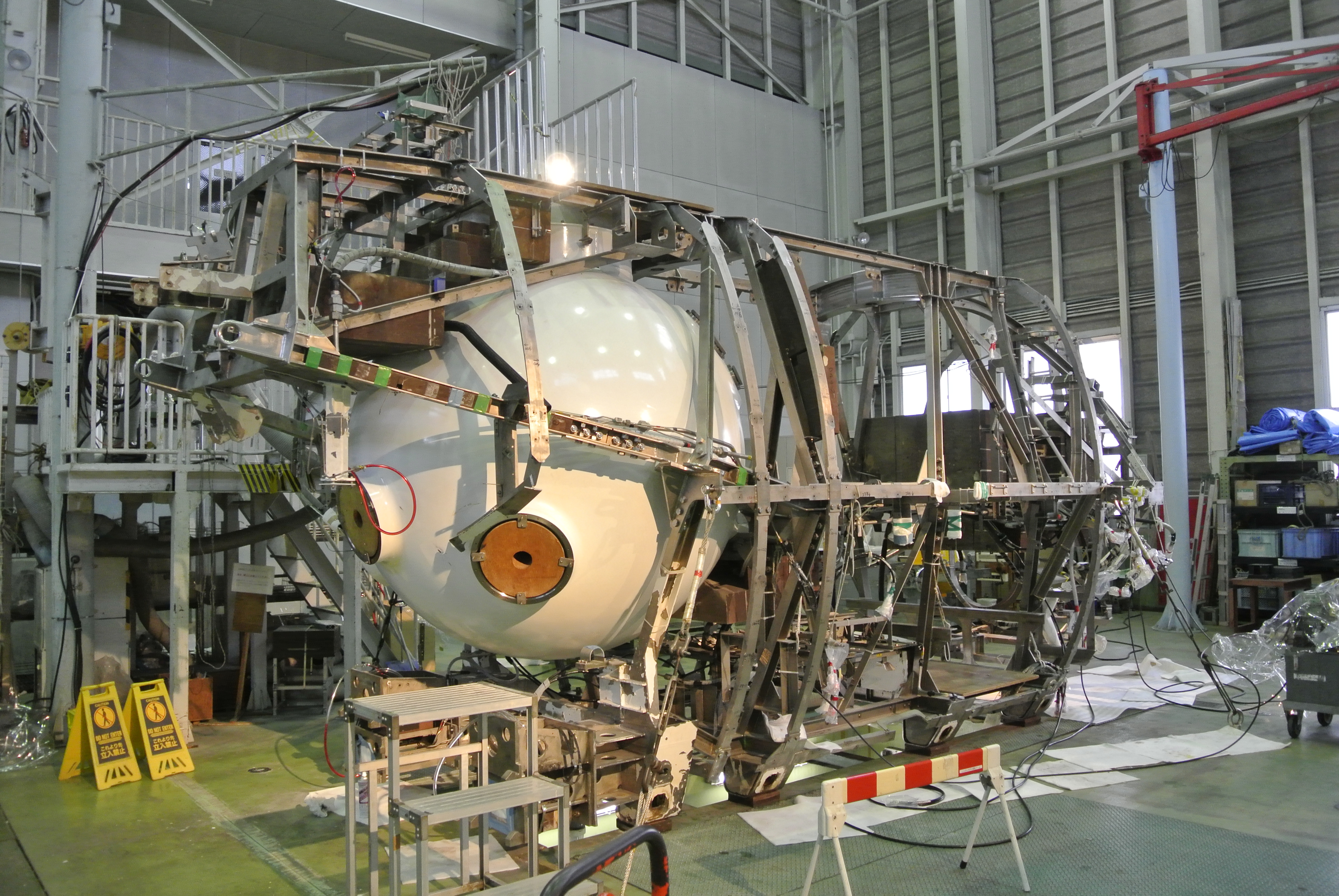
整備中のしんかい6500。白い球体が耐圧球

船体形状は、ほぼ円形断面であったしんかい2000に対して、しんかい6500は沈降速度を早くして観測時間を長く取るため沈降方向に長い楕円形になっている。パイロット2名、研究者1名が乗り込む船体前部の耐圧殻（たいあつこく）は内径2m、床面1.2mで、従来の高張力鋼に代わりチタン合金で作られており、約68MPaの水圧にも耐えられるように73.5mmの厚みを持つ。耐圧性能を高めるために極力、真球に近い形状となっており、誤差は0.5mm以内に収められている。酸素など5日間は生命維持ができるようになっている。また水圧による軋み音も無いという。
耐圧球の前方（パイロット用）と側方左右の合計3箇所には、メタクリル樹脂（アクリル樹脂）製の覗き窓（7cm厚の2枚重ねで計13.8cm）が設置してある。潜行では水圧で最大約9mm凹む。実験では、4,000気圧（深度約4万メートル相当の水圧）で割れているため、地球上の深海において水圧が原因で割れることはない。
椅子は無くマットレスが敷かれた床に座る設計であるが、体勢を変えやすく窓から目視で観測するには都合か良いという。
ハッチは直径50cmでOリング（パッキン）がはめられている。この直径より大きな物は積み込めないため、搬入品は小型の物や分離・組み立てができる物に限られる。問題発生時に緊急浮上するための装備を有する。船内にはトイレはないため簡易トイレを持ち込む。食事は各々が弁当やサンドイッチなどを持ち込む。以前は万が一事故が起こり、生還が絶望的になった場合の最期に飲む酒が持ち込まれていた。1年の終わりにその酒の封を開け無事を喜んでいたが、現在では禁酒で持ち込みは一切禁止となっている。しんかい2000にあったパイロット用の座席は採用されていない。
船体建造に先だって実物大模型を制作し、居住性・操作性・整備上の評価と検討が行われた。

### 推進力・電力
2012年に、スクリューやモーターを追加する改造が行われ、操作性が大幅に向上した。推進力（スクリュー）は、船体後部に主推進スラスターを左右に各1台、船体中央の左右両側に垂直スラスターを各1台、船体前後に水平スラスターを各1台。垂直スラスターを埋め込み式にすることで下降・上昇時の抵抗減少・時間短縮に努めている。後部の推進スラスターは左右独立して推進力の調整が可能で、水平スラスターも併用して左右に旋回する。潜行する際は、そのまま沈むのでは垂直スラスターの推力およびバラストに依る比重しか利用できないため、潜行トリムを取った上で旋回（すなわち前進推力を利用）しながら潜行していくことで、目的深度までの到達時間短縮を図る。
浮力材は、ガラスマイクロバルーン（極小の中空ガラス球）を高強度エポキシ樹脂で固めたシンタクチックフォーム（水との比重は0.53）を船体全体に使用している。特に、しんかい6500で使用されているシンタクチックフォームは、直径88〜105μmと直径40〜44μmの2種のガラスマイクロバルーンを使用、より小さなバルーンで間を埋めることで比重を抑えたまま強度を向上している。浮上する際に排出するバラスト（重り）は、しんかい2000では鉄球のバラストだったが、しんかい6500では鉄板に変更されている。バラストには潜行番号が刻印されているため、いつ、どの潜水船が調査を行ったか分かる。
主蓄電池は当初、軽量で高容量の酸化銀亜鉛電池（酸化銀電池を参照）を1組2群（1群72セル）を潜水毎に入れ替えて使用していたが、2004年からはリチウムイオン電池となり、小型軽量化と整備性改善が図られている。

### 調査用装備
耐圧殻前方に投光器（メタルハライドライト）とハイビジョンカメラ2台（光出力可能）、デジタルカメラ1台を装備している。前下方に2本のマニピュレーターと調査機材や採集サンプルを入れるバスケット2個を備え、これによって調査・標本採集を行う。マニピュレーターは油圧・サーボ弁で動く7関節のマスタースレーブ式で、片方で大気中での重さにして約80kgまで持つことが可能。サンプル採集用の吸い込みホースはマニピュレーターで挟んで操作する。操作は船内のジョイスティックで行う。バスケットは300kgまで入れられる。マニピュレーターにはガスカートリッジを採用した離脱ボルトを搭載している。
2013年6月の生中継の際には船尾に光ケーブルを収容したスプーラーを取り付けた。また、カラー画像をデジタル処理し音波を使って母船に送る音響画像伝送装置を備える。

### 乗組員
しんかい6500には専属の整備士はおらず、潜行中の問題にも対処できるようにパイロット （操縦士）自身が整備士を兼務する。パイロットには危険手当として時給2,200円（潜行が300m未満の場合は1,700円）が支給される。コパイロット（副操縦士）は潜行終了後に耐圧殻内に溜まった水（結露・汗など）の排水掃除をするのが伝統となっている。
潜行服は、F1ドライバーが着る物と同等の難燃性の繊維が使用されている。化粧品は、油性で可燃の可能性があるため、化粧しての乗船は禁止されている。タレントの中川翔子が、テレビ番組の企画で乗り込んだ際には、使用する化粧品の可燃試験を行い、合格した物だけを使っていた。
当初はパイロット2名と観察者1名での運航をおこなってきたが、平成29年度、ワンマンパイロット（パイロット1名と観察者2名）による運航ができるように改修工事を行うと共に、安全性を考慮した運用体制の整備を行った。平成30年10月、日本海溝（磐城海山海域）において、ワンマンパイロットによる初めての潜航を実施した。

### 老朽化
多くの部品がオーダーメイドであるため、2024年時点で部品の製造終了やメーカーの撤退などが発生している。例として2028年が交換期限の緊急離脱ボルトは生産中止であるため、代替品の開発が必要とされる。
2040年代に耐圧殻が設計上の寿命を迎えるが、耐圧殻を製作する技術は国内で継承されていない。また海外で製造する場合も日本の安全基準に適合するかを検査する施設が中国やロシアにしかないなどの問題がある。
2024年時点では母船の老朽化により運用に支障を来しており、しんかい6500が寿命を迎える前に母船が運航出来なくなる可能性も指摘されている。

### 後継機
文部科学省の深海探査システム委員会では、耐圧殻の設計寿命まで搭載機器を更新して運用、平行して海底設置型長期観察システムとROVを組み合わせた探査システムを開発し、その成果を元に大深度無人探査機の開発を検討している。
海洋研究開発機構では2022年に、深海巡航自律型無人潜水機(AUV)であるうらしまの改造工事を開始し、2025年には深さ8000メートルまで潜れるよう改造した無人深海探査機うらしま8000を報道陣に公開した。ただ、うらしま8000は試料採取はできないため、有人機や遠隔操作型ロボット（ROV）と組み合わせる必要がある。

## 沿革
- 1989年: 着水、同年8月11日試験潜航で最大潜航深度6,527mを達成。
- 1991年: 調査潜航を開始。三陸沖日本海溝（水深6,200m）で太平洋プレート表面の裂け目を世界で初めて確認。
- 2004年: 太平洋にて5ヶ月間に及ぶ大規模調査航海「NIRAI KANAI (NIppon Ridge Arc and Intra-plate Key processes Apprehension NAvigational Initiative)」を行う。
- 2007年3月: 通算潜航回数1000回を達成する。
- 2007年3月: 訓練潜航中に深度5,000m付近でハッチが浮き上がる現象が発見され、同年5月、6月に実施予定となっていた調査潜航を中止し、安全性の確認のための試験潜航を実施している。
- 2011年7月30日から8月14日の間に三陸海岸沖（水深約3200mから5350m）で深海調査を行い東北地方太平洋沖地震で生じたと推測される亀裂を発見した[13][14][15][16][17]。
- 2012年3月：約6億9000万円をかけた建造以来最大となる改造が完了。改造は、船尾の主推進器を、旋回式大型1台から固定式中型2台に、水平スラスターを後部に1台増設。全ての推進器のモーターをより応答性の良いものに換装し、加速・制動性能を向上[18][19]。
- 2013年1月：世界一周海底調査「Quelle2013」を開始した[20]。4月末、リオデジャネイロの南東1000km沖合いの水深910mの海底で、地上でしか形成されない花崗岩、海中では作られない石英の砂を多量に発見した。これについて、日本の学者らはアトランティス大陸の痕跡ではないかと考えていることを発表した[注 5]。なお、文明の痕跡は発見されなかった[21]。しかしながら、花崗岩の存在は海水面上にある大陸の存在を必ずしも意味しない。海水面下にある薄い大陸地殻も世界中に多数存在する。巨大なものでは南太平洋のジーランド、インド洋のセイシェル周辺海域、小規模なものでは日本海の大和堆がその例である。「陸地が存在した極めて強い証拠」と言う下りは地質学の基礎を無視した都市伝説的論議である。
  - 同年6月22日、カリブ海ケイマン諸島沖での水深5000メートル付近の深海熱水噴出域調査がニコニコ生放送でライブ配信された（第1350回潜航）[22][23][24][25][26][27][28]。深海からの生中継は世界初であった。光ファイバーでの通信を行うことで、熱水噴出孔から吹き出るブラックスモーカーとその周辺に棲息する深海のエビ類やイソギンチャク類の高解像度な撮影と配信に成功した。この時の乗員は飯嶋一樹（パイロット、当時潜航長）、池田瞳[注 6]（コパイロット）、高井研（JAMSTEC研究員）の3名。
- 2017年6月: 通算潜航回数1500回を達成する。
- 2018年10月: 日本海溝（磐城海山海域）においてワンマンパイロットによる初めての潜航を実施。この時の乗員は大西琢磨（パイロット、潜航長）、臼井朗（高知大学）、Chong Chen（JAMSTEC研究員）の3名。

## 「しんかい6500」の1日の例
標準的な調査潜航のタイムテーブル。
| 08:00〜 | 潜航準備チェック開始（約1時間） |
| 09:10-  | スイマースタンバイ |
| 09:20-  | 乗組員（船長、船長補佐）、研究者、「しんかい6500」に乗船 潜水前チェック 潜水船格納庫から引き出し準備、引き出し ハッチ閉 潜水船吊揚げ、振り出し、着水 着水後最終チェック 吊揚索、主索取外し                                                           |
| 10:00-  | ベント弁開、潜航開始 （深度6,500mまで潜航の場合、下降に約2.5時間） 下降中、乗組員は船内機器を監視 下降500mごとに母船に深度を報告 研究者と作業内容につき再確認 海底からの高度約100mでバラスト半量を投棄。中正トリムとし、以降、垂直スラスタを使い下降 |
| －      | 調査・観測 （深度6,500mの場合、約3時間） |
| －      | 調査終了後、バラスト全量投棄、上昇開始 （深度6,500mの場合、上昇に約2.5時間） |
| 17:00-  | 浮上 メインバラストタンクブロウ、浮力を保つ 主索取付、潜水船引き込み 吊揚索取付 潜水船吊揚げ、振り込み、台車に降ろす ハッチ開 潜水船格納庫に引き込み 揚収後チェック 次潜航の準備                                                                     |
| 夜間    | 電池充電 |

## 性能諸元
装備の更新など細かな改修のほか、2012年には推進装置の大幅な改造を行っている。
- 全長:9.7m（改造前9.5m）
- 全幅:2.7m
- 全高:3.2m
- 乗員数：3名（パイロット2名、研究者1名）
- 最大潜航深度：6,500メートル（設計上、水深6,500mに対し1.5倍の安全率をかけ300mを足した水深10,050mまで耐えられる構造となっている。なお、他国では1.25倍の安全率となっている。）[30]
- 最大速力：2.7ノット（改造前2.5ノット）
  - 動力：DCブラシレスモーター（改造前は誘導モーター）
  - 主推進器2台、水平スラスター2台、垂直スラスター2台（改造時に主推進器と水平スラスターを各1台ずつ増設）
- 耐圧殻内径:2.0m
- 潜航時間：9時間（運用上は8時間）
- 潜航/浮上速度:毎分40m  最深6500mまで約2時間30分（浮上時も同じ）
- 乗員生命維持時間:129時間（以上）
- ペイロード許容重量:150kg

## 関連法規
- 船舶安全法および関連法規（船舶設備規程、小形船舶安全規則、潜水船特殊基準など）

## 登場作品
テレビ・映画・ドラマ
- 1999年に公開された「ゴジラ2000 ミレニアム」では、海底にGセンサー（ゴジラ探索用の装置）を設置する役割として、劇中に登場した。
- 2000年5月23日 NHK『プロジェクトX〜挑戦者たち〜』「海底ロマン! 深海6500mへの挑戦」
- 2006年にリメイクされた映画「日本沈没」では「しんかい」シリーズが、わだつみ2000、わだつみ6500という名称で登場するシーンがある。どちらも性能は、実物と同じである。
- 2015年、テレビドラマ『海に降る』（2015年10月、WOWOW）[31][32][33]。

書籍
- 『海に降る』（朱野帰子、2012年1月13日、幻冬舎、ISBN 978-4344021174）
『青春アドベンチャー』(NHK-FM) でラジオドラマ化。2015年テレビドラマ化[31]。
- 『ぼくは「しんかい6500」のパイロット』（吉梅剛、2013年7月10日、こぶし書房、ISBN 978-4875592761）海洋研究開発機構・運行管理部探査機運用グループ技術副主幹
- 『微生物ハンター、深海を行く』（高井研、2013年7月6日、イースト・プレス ISBN 978-4781610061）海洋研究開発機構・深海・地殻内生物圏研究プログラム プログラムディレクター
- 『有人潜水調査船「しんかい6500」 模型と写真で見る「しんかい6500」の活動と実績』（電撃ホビーマガジン編集部、2012年6月30日、アスキー・メディアワークス、ISBN 978-4048865326）

プラモデル、ブロック、完成品
- 1/48モデル（各改造前・後、の2種類。バンダイ）。
- 1/72モデル（各改造前・後、の2種類。ハセガワ）[34]。
- レゴブロック「しんかい6500」
- タカラマイクロワールド　しんかい6500・わだつみ6500
- 海洋堂　センムの部屋第4弾　しんかい6500（内部構造も見えるようになっている。）

ゲーム
- 『スプラトゥーン2』『スプラトゥーン3』

2018年4月21日15:00〜22日15:00に行われた海洋研究開発機構とのコラボフェス「どっちにロマンを感じる？ 未知の生物 vs 先進の技術」で、地球深部探査船「ちきゅう」とともに「先進の技術」チームのイラストに描かれる形で登場。また、『2』のDLC『オクト・エキスパンション』の舞台となる地下世界に本船らしき調査船が登場する。この他にも、『2』および続編の『3』に登場するサブウェポン『ロボットボム』の外観の元ネタにもなっている。
- 『ディープアクアリウム 奇跡の深海』  [38]

漫画
- 『マーダーライセンス牙』18巻 - 伊豆・小笠原海溝に仕掛けられた核爆弾を除去する為、主人公がしんかい6500に搭乗するエピソードがある。

## 著名人の乗船
研究者以外の著名人の乗船。
- 毛利衛（宇宙飛行士） - 2003年3月13日（第733回潜航）南西諸島海溝、6500m。
- 緒形拳（俳優） - 2006年8月3日（第967回潜航）南西諸島、1525m（テレビ番組『プラネットアース』の企画）。
- 山根一眞（作家） - 2007年3月15日（第1000回潜航）南西諸島、1526m。
- 中川翔子（タレント） - 2009年8月25日（第1159回潜航）日本海溝、5351m（テレビ番組『飛び出せ!科学くん』）。
- 草彅剛・及川光博（タレント） - 2006年　映画『日本沈没』の撮影のため。

## マスコットキャラクター
- ロッキー[40] - 6500の6K（＝6000、ろっけー）に由来する。